# Phyllopezus lutzae
Phyllopezus lutzae is een hagedis die behoort tot de gekko's en de familie Phyllodactylidae.

## Naam en indeling
De wetenschappelijke naam van de soort werd voor het eerst voorgesteld door Arthur Loveridge in 1941. Oorspronkelijk werd de wetenschappelijke naam Bogertia lutzae gebruikt. De soortaanduiding lutzae is een eerbetoon aan de Braziliaanse herpetologe Bertha Maria Júlia Lutz (1894 – 1976), die het holotype verzamelde.

## Verspreiding en habitat
De soort komt voor in delen van Zuid-Amerika en leeft endemisch in Brazilië. De habitat bestaat uit vochtige tropische en subtropische laaglandbossen.

## Beschermingsstatus
Door de internationale natuurbeschermingsorganisatie IUCN is de beschermingsstatus 'veilig' toegewezen (Least Concern of LC).